# Première bataille de Kherson
Pour les articles homonymes, voir Bataille de Kherson.
Cet article concerne la capture de Kherson par les forces russes. Pour sa reprise par les forces ukrainiennes, voir Seconde bataille de Kherson.
Invasion de l'Ukraine par la Russie de 2022
Batailles
Offensive de Kiev (Jytomyr, Kiev) : 
- 1re Hostomel
- Tchernobyl
- Ivankiv
- Kiev
- 2e Hostomel
- Vassylkiv
- Boutcha
- Irpin
  - Bombardement de réfugiés
- Jytomyr
- Mochtchoun
- Makariv
- Brovary

Offensive du Nord (Tchernihiv, Soumy) :
- Hloukhiv
- Slavoutytch
- Bombardements
- Soumy
- Trostianets
- Tchernihiv
- Okhtyrka
- Lebedyn
- Konotop
- Romny
- Desna
- Escarmouches frontalières

Russie  (Briansk, Belgorod) :
- Incursions en Russie occidentale
  - Oblast de Briansk
  - Oblasts de Belgorod et de Koursk
    - Incursions de 2024

  - Bombardement de Belgorod
- Oblast de Koursk (août 2024)

Campagne de l'Est (Donetsk, Louhansk, Kharkiv)
Kharkiv :
- 1re Kharkiv
  - Tchouhouïv
  - Bombardements : en février
  - en mars
  - en avril
  - du bâtiment administratif
- Izioum
- 2e Kharkiv
  - Balaklia
  - 1re Koupiansk
  - Chevtchenkove
- 3e Kharkiv

Nord du Donbass:
- Starobilsk
- Sloviansk
  - Dovhenke
  - 1re Lyman
  - Sviatohirsk
  - Bohorodychne et Krasnopillia
  - Bombardements : Bilohorivka
  - Kramatorsk
- Sievierodonetsk
  - Kreminna
  - Donets
  - Roubijné
  - Popasna
  - Tochkivka
  - Massacre
- Lyssytchansk
- 2e Kharkiv
  - Balaklia
  - 1re Koupiansk
  - Chevtchenkove
  - 2e Lyman
- Oblast de Louhansk
  - Ligne Svatove-Kreminna
  - Serebryansky
  - 2e Koupiansk

 Centre du Donbass:
- Horlivka
- Popasna
- Svitlodarsk
- Bakhmout
  - Soledar
- Siversk
- Tchassiv Iar
- Toretsk
- Kourakhove
- Velyka Novossilka
- Novopavlivka

Sud du Donbass :
- Volnovakha
- Marioupol
  - Bombardements : de l'hôpital
  - du théâtre
  - de l'école d'art
- Pisky
- Vouhledar
  - Pavlivka
- Marïnka
- Contre-offensive de 2023
- Avdiïvka
- Novomykhaïlivka
- Pokrovsk
  - Krasnohorivka
  - Toretsk
- Bombardements :
- Makiïvka
- Donetsk

Campagne du Sud (Mykolaïv, Kherson, Zaporijjia)
- 1re Kherson
- Odessa
- Melitopol
- Mykolaïv
  - Bombardements : à fragmentation
  - du bâtiment administratif
- 1re Berdiansk
- Zaporijjia
- Tchornobaïvka
- Enerhodar
- Voznessensk
- Houliaïpole
- Davydiv Brid
- 2e Berdiansk
- Nova Kakhovka
- 2e Kherson
  - Doudtchany
- Dniepr
- Tchoulakivka
- Contre-offensive de 2023
  - Robotyne

Frappes aériennes dans l'Ouest et le Centre de l'Ukraine
- Lviv (02/2022)
- Vinnytsia (03/2022)
- Yavoriv (03/2022)
- Deliatyne (03/2022)
- Dnipro
- Rivne

Guerre navale
- Île des Serpents (02/2022)
- Moskva (04/2022)

Attaques en Crimée
- Novofedorivka (08/2022)
- Djankoï (08/2022)
- Pont de Crimée (10/2022)
- Base navale de Sébastopol (10/2022)
- Pont de Crimée (07/2023)
- Base navale de Sébastopol (09/2023)

Débordement
- Aéroport de Millerovo
- Sabotages en Russie
- Attaques en Transnistrie
- Sabotage des gazoducs Nord Stream
- Terrain d'entraînement militaire de Soloti
- Explosions en Pologne
- Bases aériennes de Dyagilevo et Engels-2
- Base aérienne de Minsk-Matchoulichtchi
- Crise russo-moldave de 2023
  - Accusations de tentative de coup d'État en Moldavie
- Incident de drone de 2023 en mer Noire
- Rébellion du groupe Wagner

Massacres
- Tchernihiv
- Boutcha
- Borodianka
- Olenivka
- Izioum

La première bataille de Kherson est un affrontement militaire pour le contrôle de la ville de Kherson, chef-lieu de l'oblast de Kherson, lors de l'invasion de l'Ukraine par la Russie de 2022.
Le 24 février 2022, les forces armées russes envahissent l'Ukraine et lancent l'offensive de Kherson depuis la Crimée, dont l'objectif principal est la prise de la capitale de l'oblast. En quelques jours, elles passent le Dniepr, encerclent la ville et en prennent le contrôle le 2 mars 2022. Kherson est ensuite occupée par l'armée russe pendant que les combats se poursuivent plus au nord, lors de la bataille de Mykolaïv, et simultanément dans d'autres parties du territoire ukrainien.

## Contexte
Kherson (en ukrainien : Херсон) est une ville du sud de l'Ukraine et la capitale administrative de l'oblast de Kherson. Sa population s'élevait à 283 649 habitants en 2021. Elle est située sur la rive droite du Dniepr, à 78 km de la mer Noire et à 447 km au sud-est de Kiev.
La péninsule de Crimée, située au sud de Kherson, a été envahie par la Russie en 2014, puis annexée par elle à la suite d'un référendum d'autodétermination, controversé,  organisé le 16 mars 2014 ayant donné une large majorité pour la « Réunification de la Crimée avec la Russie avec adoption du droit de la fédération de Russie » .
L'invasion de l'Ukraine par la Russie de 2022, est une opération militaire déclenchée le 24 février 2022, sur ordre du président russe Vladimir Poutine. La campagne militaire, dans le cadre du conflit russo-ukrainien en cours depuis 2014, émerge d'une montée progressive des tensions débutée en 2021.
Les forces armées russes font une incursion dans la région du Donbass, dans l'est de l'Ukraine, le 21 février 2022, avant une offensive aérienne, maritime et terrestre sur l'ensemble du territoire ukrainien le 24 février.

## Prise de Kherson par la Russie

### Combats pour la traversée du Dniepr (24-25 février)

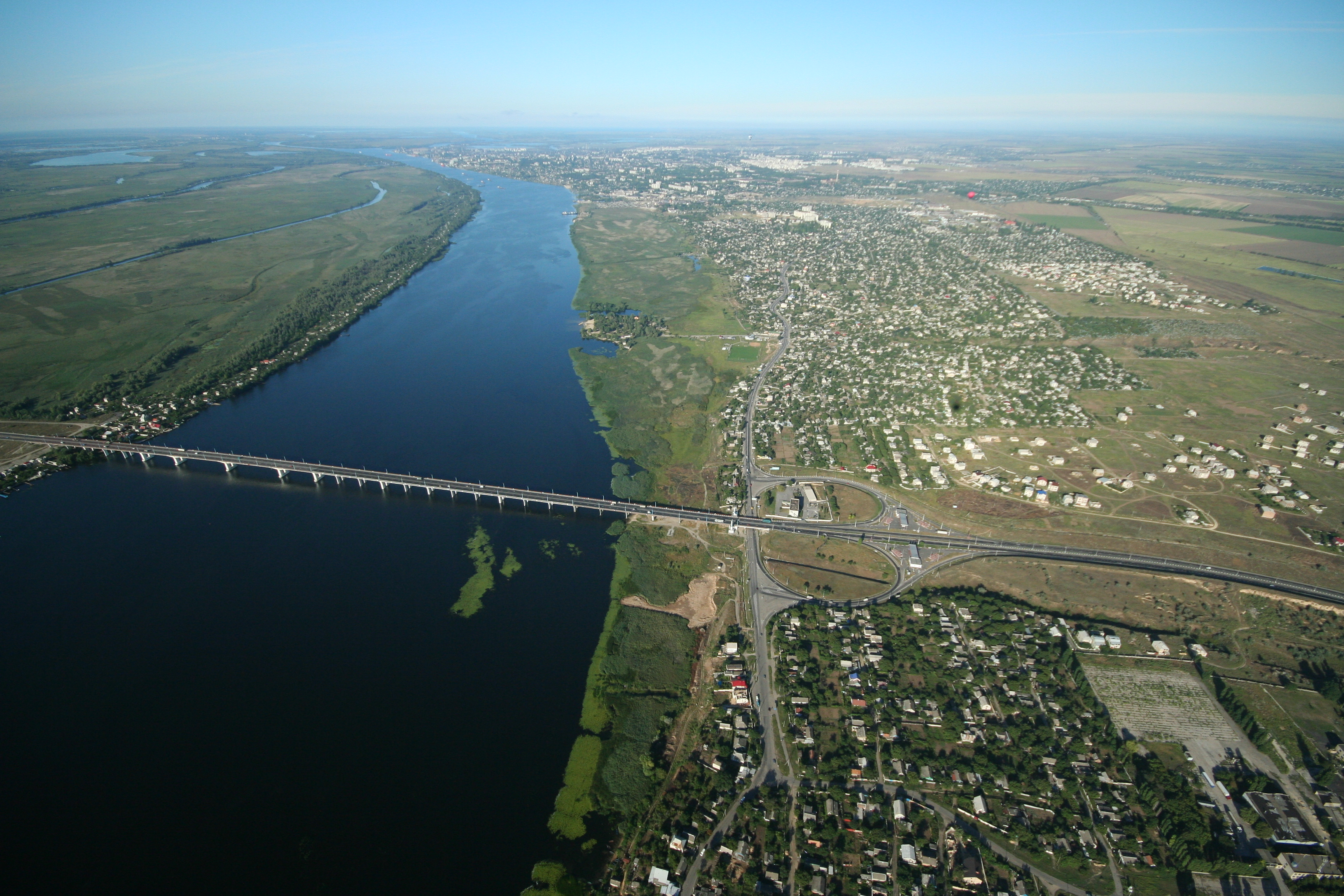
Le pont Antonovskiy en 2006.

Le 24 février 2022, les forces russes envahissent l'oblast de Kherson par le sud à travers la Crimée. Dans la soirée, elles atteignent la ville de Kherson et sécurisent le pont Antonovskiy qui leur donne un avantage stratégique en vue de la conquête de Mykolaïv, tout en empêchant à leurs ennemis de passer facilement de l'autre côté du fleuve Dniepr.
Le 25 février, peu après minuit, les forces ukrainiennes reprennent le pont. La bataille est décrite comme féroce et laisse des soldats morts ainsi que plusieurs véhicules militaires détruits gisant sur le pont. Cela contraint les forces russes à pousser vers le nord jusqu'au croisement le plus proche du Dniepr, la ville de Nova Kakhovka, qu'elles prennent. Plus tard dans la journée, les troupes russes s'emparent de nouveau du pont Antonovskiy. C'est un point stratégique essentiel pour poursuivre l'offensive de Kherson notamment en direction de Mykolaïv, où les combats commencent déjà à poindre, puis d'Odessa.

### Encerclement de Kherson (26-28 février)
Le 26 février, la procureure générale ukrainienne, Iryna Venediktova, affirme que le même jour, les forces russes ont tué un journaliste et un ambulancier près du village de Zelenivka en banlieue nord de Kherson.

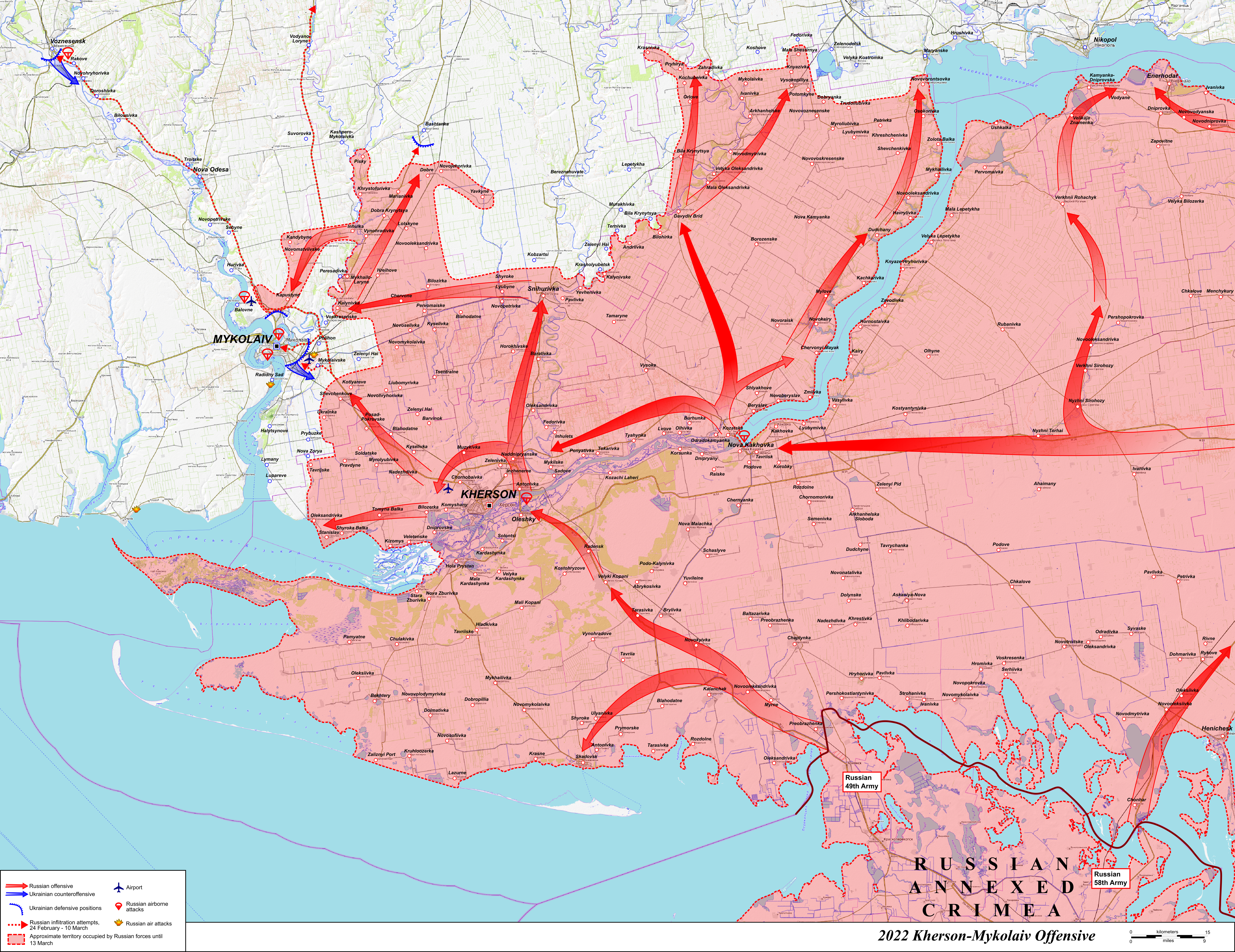
L'avancée maximale de l'offensive.

Le lendemain 27 février, les autorités russes affirment que leur armée de terre est parvenue à encercler la ville et à prendre son aéroport international,.

### Prise de Kherson (1er-2 mars)
Le 1er mars, au petit matin, les troupes russes attaquent Kherson par l'ouest, avançant depuis son aéroport international vers l'autoroute menant à Mykolaïv. Elles atteignent le village adjacent de Komychany et y installent un poste de contrôle. En début de soirée, elles entrent dans la ville de Kherson à proprement parler.
Le lendemain 2 mars, peu avant l'aube, les troupes russes se sont emparées de deux infrastructures stratégiques de Kherson : la gare ferroviaire et le port fluvial. Vers 5 heures du matin heure de Kiev (UTC+2), des véhicules militaires russes sont aperçus sur la place de la Liberté en plein centre-ville, indiquant une probable prise de Kherson par l'armée de terre russe.
Vers 10 heures du matin heure de Moscou (UTC+3), le porte-parole du ministère de la Défense de la fédération de Russie Igor Konachenkov confirme la prise de la ville au cours d'un briefing. Vers 13 heures heure de Kiev (UTC+2), cette information est contestée par le conseiller présidentiel ukrainien Oleksiy Arestovytch, qui déclare : « Kherson n'est pas tombée, la défense continue, nos militaires continuent de résister »,. Ces allégations sont soutenues par un responsable américain cité anonymement par l'agence de presse Reuters mais pas par le maire Igor Kolykhaïev qui affirme sur son compte Facebook : « Nous n'avons pas de ZSU dans la ville ». Son post précise également ce que lui et son conseil municipal sont convenus avec l'occupant russe, à savoir le maintien d'un couvre-feu de 20 heures à 6 heures du matin, l'interdiction d'entrer dans la ville sauf pour les véhicules transportant des produits considérés comme nécessaires à son fonctionnement (denrées, médicaments, etc.) qui pourront le faire dans l'après-midi, l'interdiction de se déplacer par groupe de plus de deux personnes et l'obligation pour les véhicules de rouler à vitesse minimale et de montrer le contenu de leur cargaison s'il leur en est fait la demande.

## Occupation de Kherson (à partir du 3 mars)
Dans les jours qui suivent la prise de Kherson par l'armée de terre russe, la situation humanitaire sur place s'avère particulièrement précaire.
Le 3 mars 2022 à 19 h 57 (UTC+2), le maire Igor Kolykhaïev déplore sur son compte Facebook un risque de pénurie alimentaire imminente aggravé par les pillages. Plus tard dans la soirée, il accorde un entretien à la chaîne de télévision Rada TV durant lequel il se plaint également du manque de médicaments (en particulier l'insuline) : « Nous avons vraiment besoin des médicaments les plus nécessaires pour les personnes de tous âges. Surtout pour les personnes âgées. ». Enfin, il se sert de cette tribune pour réitérer sa demande de la veille concernant la mise en place d'un « corridor vert » pour évacuer les tués et les blessés et assurer le ravitaillement de la ville en denrées et en médicaments. Le lendemain après-midi, Igor Kolykhaïev se montre plus véhément dans ses propos, accusant l'occupant russe d'organiser délibérément les pénuries (en empêchant les camions transportant de l'aide humanitaire d'entrer dans la ville) afin de pousser les habitants de la ville dans leurs derniers retranchements, pour ensuite se donner le bon rôle.
Le 3 mars 2022, des rumeurs concernant des viols de guerre commis par des soldats russes à Kherson commencent à faire leur apparition dans les médias locaux. L'agence de presse ukrainienne Rubryka reprend notamment les dires d'un médecin de la polyclinique de Karabelesh évoquant 11 cas de viols dans lesquels la victime n'aurait pas survécu pour la majorité d'entre eux. Par ailleurs, Svetlana Zorina, une Khersonienne de 27 ans déclare au micro de CNN : « Ils ont déjà commencé à violer nos femmes. Des gens que je connais m’ont dit que c'est arrivé à une jeune fille de 17 ans et qu'ils l'ont tuée ». Néanmoins, aux yeux des journalistes, la crédibilité de ces allégations reste difficile à évaluer compte tenu du fait qu'elles n'ont pas fait l'objet de vérifications indépendantes.
Le 5 mars 2022, plusieurs milliers de personnes défilent dans le centre-ville de Kherson pour protester pacifiquement contre l'occupation russe de leur ville. Au cours de la manifestation, un policier ukrainien parvient à sauter sur un véhicule blindé de transport de troupes russe en mouvement et à y brandir le drapeau de l'Ukraine dessus. Un certain nombre de vidéos de l'évènement montre également des soldats russes tirer en l'air pour dissuader les manifestants d'aller dans leur direction. Enfin, selon certains participants, les troupes d'occupation disposeraient d'une liste prédéfinie d'activistes locaux à interpeller. Dans les jours qui suivent, les manifestations se poursuivent à un rythme quotidien. Le 9 mars, l'état-major général des forces armées ukrainiennes déclare que plus de 400 manifestants se sont déjà vus arrêtés par la Garde nationale russe à Kherson.
Une nouvelle manifestation a lieu le 13 mars, alors que les autorités ukrainiennes accusent la Russie de vouloir organiser un faux référendum à Kherson, dans le but de créer une nouvelle république basée sur le modèle de celles de Donetsk et de Louhansk.
Le 16 mars, l'armée de l'air ukrainienne vise de nouveau la base aérienne militaire de l'aéroport international de Kherson, détruisant plusieurs hélicoptères russes.

### Contre-offensive ukrainienne
À partir du 23 mars, les forces ukrainiennes lancent des contre-attaques contre les forces russes dans l'oblast de Kherson,. Le 25 mars, un haut responsable américain de la défense affirme que les forces russes n'ont plus le contrôle total de Kherson, tandis que les Ukrainiens se battent « avec acharnement » pour récupérer la ville. Cependant, les citoyens ukrainiens de la ville « remettent en question l'évaluation du Pentagone, affirmant que Kherson demeure toujours aux mains des Russes ». Selon CNN, la situation dans la ville reste inchangée, confirmant les dires des habitants. L'un d'entre-eux affirme que les forces russes n'ont perdu que quelques villages dans la province ; la contre-offensive ukrainienne se déroulant dans la partie la plus septentrionale de la région.
Le mercredi 9 novembre 2022, le ministre de la Défense russe Sergueï Choïgou annonce le retrait "au plus vite" des troupes russes déployées dans Kherson et à l'Ouest de la ville pour un "repositionnement" sur la rive gauche du Dniepr. Il justifie ces décisions "très difficiles" par une situation devenue trop compliquée, notamment concernant le ravitaillement des forces russes de la région devenue "impossible". Une annonce déjà prise comme un triomphe pour les ukrainiens.
Le 11 novembre 2022, après 254 jours d'occupation russe, la ville de Kherson est libérée par l'armée ukrainienne.